# مشروع خادم تيرمينال لينكس
مشروع خادم تيرمينال لينكس (بالإنجليزية: Linux Terminal Server Project)‏ هو خادم مفتوح المصدر لنظام لينكس يسمح للعديد من الأشخاص باستخدام نفس الكمبيوتر في وقت واحد. تعمل التطبيقات على الخادم باستخدام تيرمينال طرفية تعرف باسم عميل منخفض الأداء التي تتعامل مع المدخلات والمخرجات.
هذه التكنولوجيا مفيدة في المدارس لأنها تسمح للمدرسة بتزويد التلاميذ بإمكانية الوصول إلى أجهزة الكمبيوتر دون شراء أو ترقية أجهزة سطح المكتب باهظة الثمن. يصبح تحسين الوصول إلى أجهزة الكمبيوتر أقل تكلفة.